# Михайлов, Александр Алексеевич (футболист)
Алекса́ндр Алексе́евич Миха́йлов (4 сентября 1911 — 14 июня 1982) — советский футболист, полузащитник, наиболее известен по выступлениям за московских «Спартак» и ЦДКА. Мастер спорта СССР. Победитель III летней рабочей Олимпиады в Антверпене 1937 (на поле не выходил из-за болезни).

## Биография
На юношеском уровне Михайлов организованно футболом не занимался. В 1928 году играл за столичные «Пищевики». О следующих шести годах биографии данных нет. В 1934 году присоединился к московской «Промкооперации», в следующем году команда стала называться «Спартаком». До 1937 года провёл за «Спартак», по крайней мере, 13 матчей в чемпионате и девять в кубке. В 1937 году сыграл за «Спартак» против сборной Басконии в рамках турне последней по СССР. Уже на второй минуте Михайлов был заменён на Станислава Леуту, тем не менее «Спартак» оказался единственной командой, которой удалось обыграть гостей — 6:2.
В 1938 году перешёл в ЦДКА, где провёл два сезона, сыграв 27 матчей и забив один гол. В 1940 году вернулся в «Спартак», однако его карьеру прервала Великая Отечественная война. После войны играл за только что основанный МВО, дубль ЦДКА и «Пищевик», где и завершил карьеру в 1946 году.
Умер 14 июня 1982 года в Москве. Похоронен на Ваганьковском кладбище.